# Love Zone
Love Zone è il sesto album in studio del cantante Billy Ocean, pubblicato nel 1986.

## Tracce
1. When the Going Gets Tough, the Tough Get Going – 5:45
2. Love Zone – 5:37
3. Without You – 5:03
4. There'll Be Sad Songs (To Make You Cry) – 4:55
5. Bittersweet – 4:58
6. It's Never Too Late to Try – 4:54
7. Showdown – 4:58
8. Promise Me – 4:36
9. Love Is Forever – 4:15